# Miasta Brunei
Według danych oficjalnych pochodzących z 2012 roku Brunei posiadał 7 miast o ludności przekraczającej 3 tys. mieszkańców. Stolica kraju Bandar Seri Begawan jako jedyne miasto liczyło ponad 100 tys. mieszkańców; 2 miasta z ludnością 25÷50 tys. oraz reszta miast poniżej 25 tys. mieszkańców.

## Największe miasta w Brunei
Największe miasta w Brunei według liczebności mieszkańców (stan na 01.01.2013):
| L.p. | Miasto              | Dystrykt     | Liczba ludności |
| ---- | ------------------- | ------------ | --------------- |
| 1.   | Bandar Seri Begawan | Brunei-Muara | 181 500         |
| 2.   | Kuala Belait        | Belait       | 30 267          |
| 3.   | Seria               | Belait       | 30 151          |

## Alfabetyczna lista miast w Brunei
- Bandar Seri Begawan
- Bangar
- Batu Marang
- Bebatik
- Binturan
- Bukit Beruang
- Bukit Udal
- Jerudong
- Junjongan
- Kapok (miasto)
- Kasat
- Kampong Batong
- Keramut
- Keriam
- Kiudang
- Kuala Belait
- Kuala Lurah
- Kulapis
- Lamunin
- Luagan Dudok
- Lumapas
- Lumut
- Lupak Luas
- Masin
- Mentiri
- Muara
- Panaga
- Pekan Tutong
- Pengkalan Mau
- Pengkalan Batu
- Rataie
- Sengkurong
- Seria
- Sinaut
- Sungai Buloh
- Sungai Teraban
- Sukang
- Tanah Jambu